# 斯特羅姆斯堡 (內布拉斯加州)
斯特羅姆斯堡（英語：Stromsburg）是位於美國內布拉斯加州波爾克縣的城市。

## 人口
根據2020年美國人口普查的數據，斯特羅姆斯堡的面積為2.66平方千米，當中陸地面積為2.65平方千米，而水域面積為0.00平方千米。當地共有人口1028人，而人口密度為每平方千米386人。